# Montalto Ligure
Montalto Ligure is een plaats en voormalige gemeente in de Italiaanse provincie Imperia in de regio Ligurië en telt 364 inwoners (31-12-2004). De oppervlakte bedraagt 13,9 km², de bevolkingsdichtheid is 30 inwoners per km².
Op 1 januari 2018 fuseerde de gemeente met Carpasio tot de huidige gemeente Montalto Carpasio.

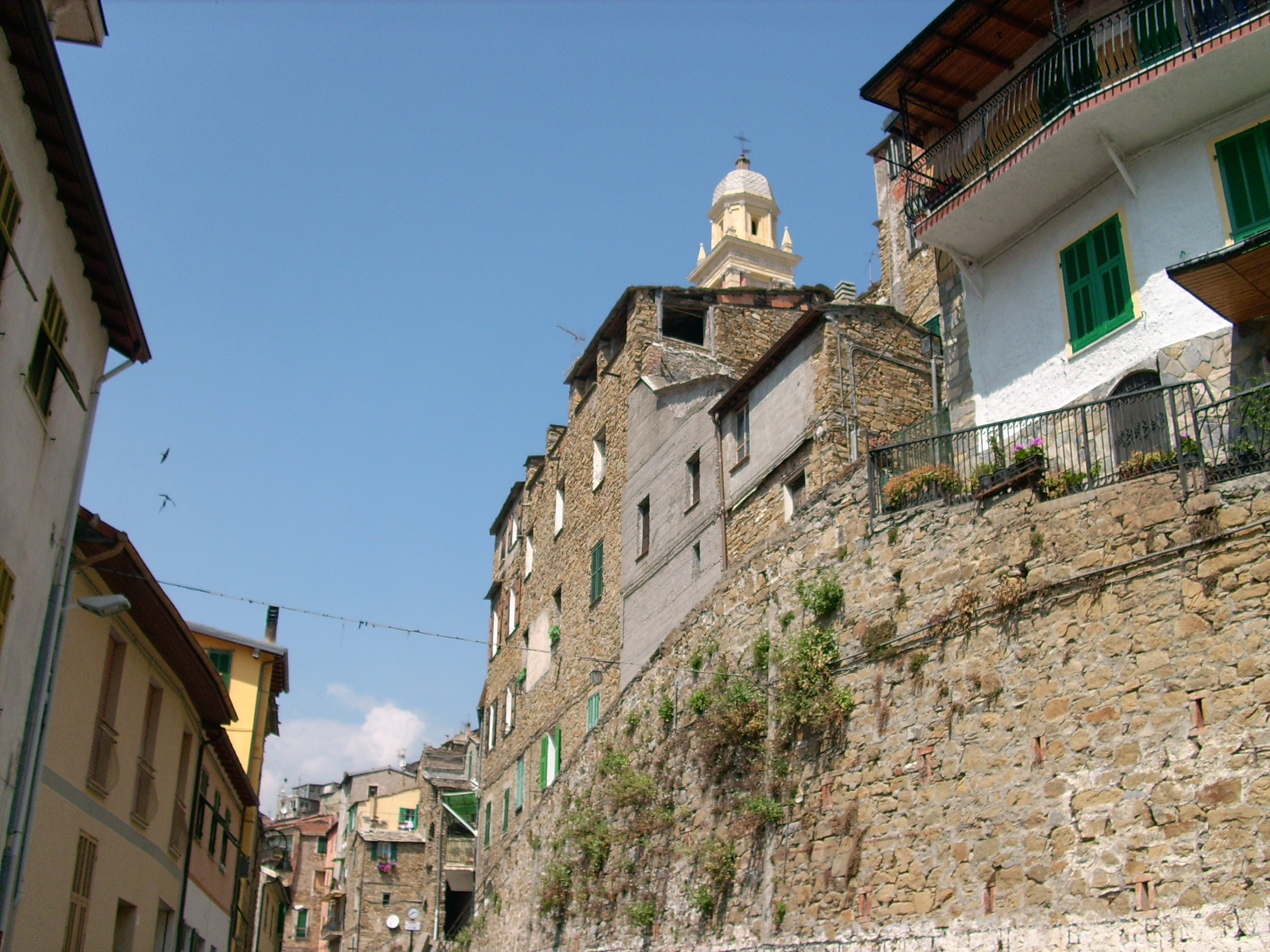
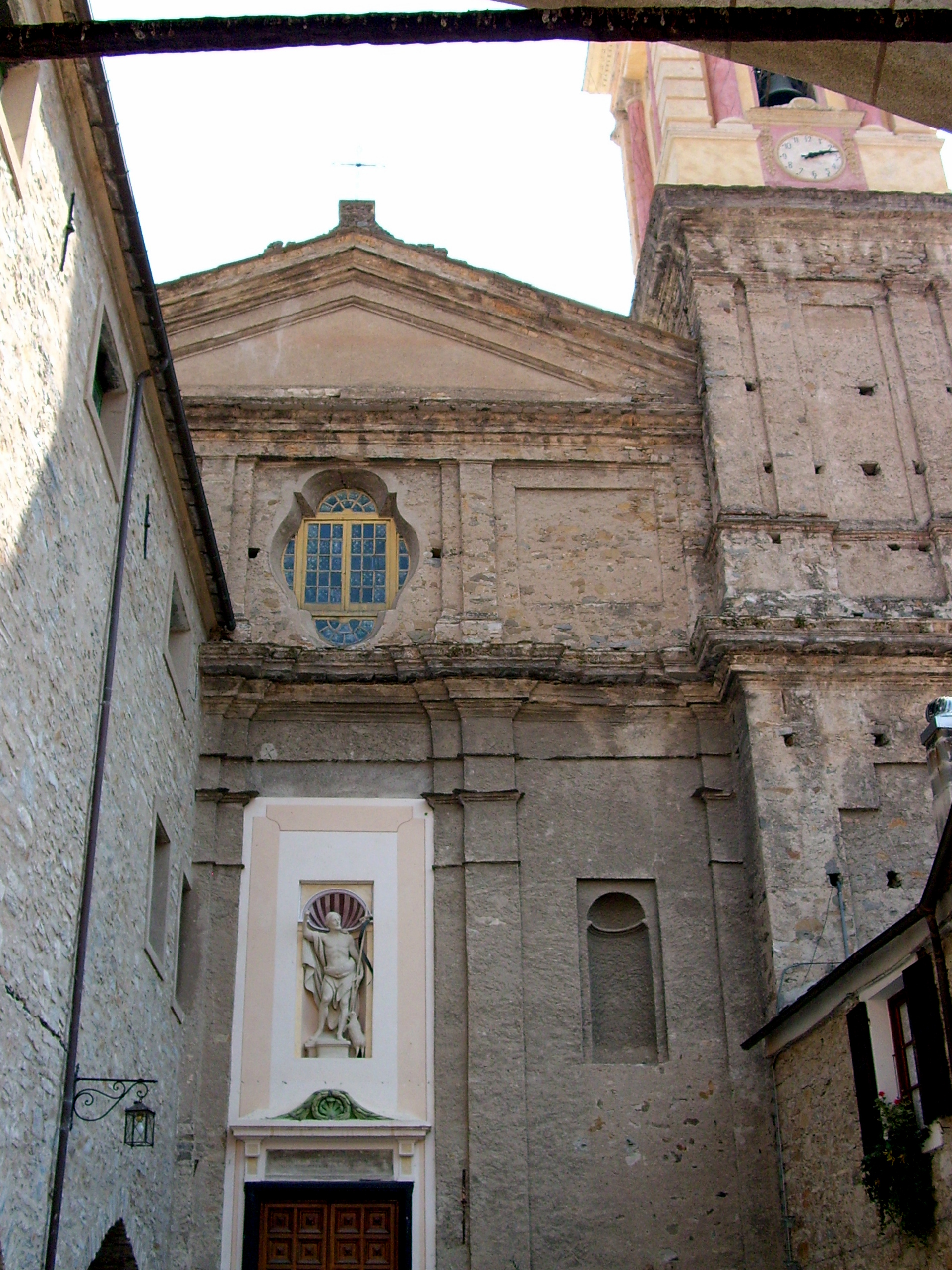
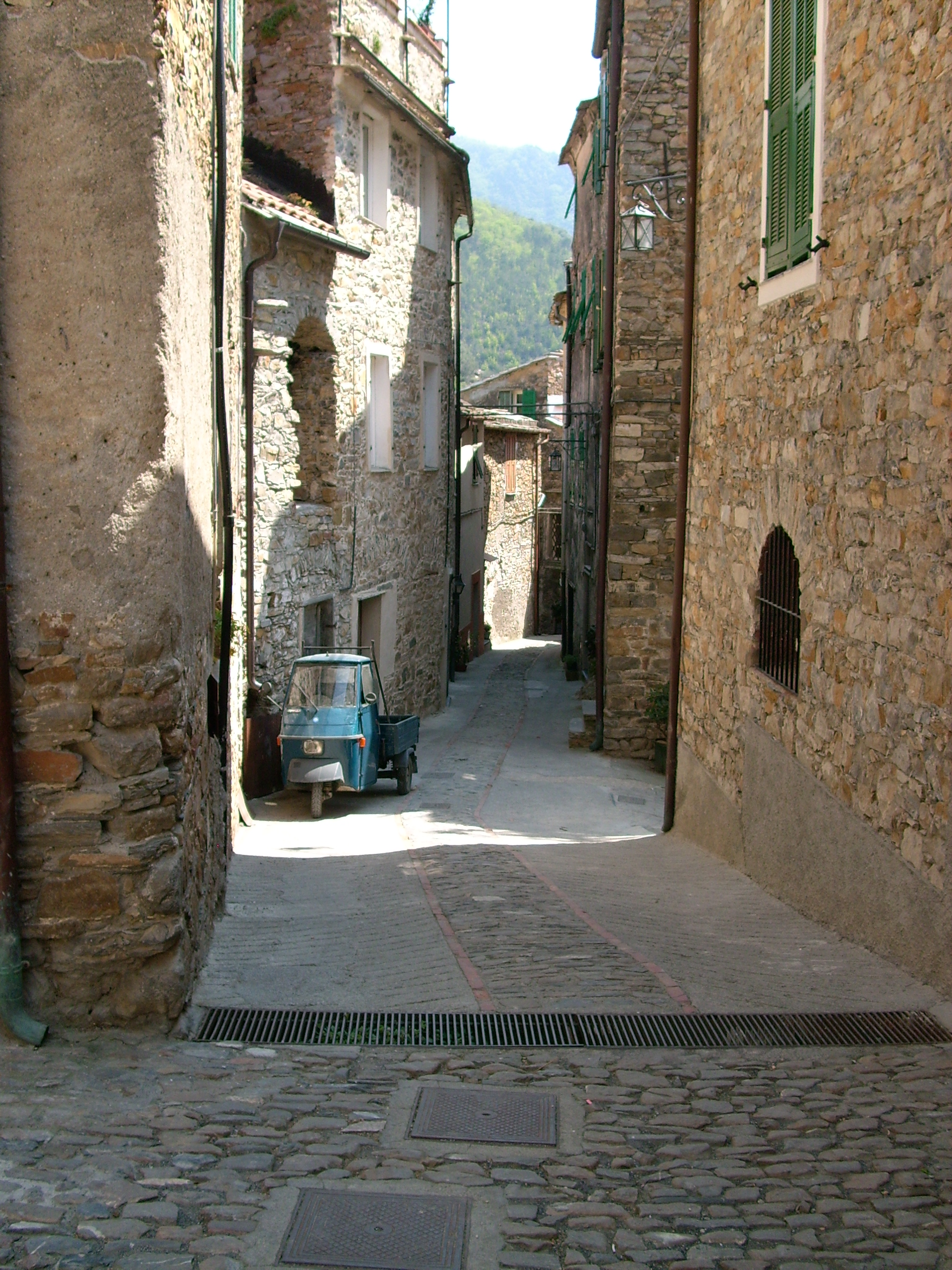
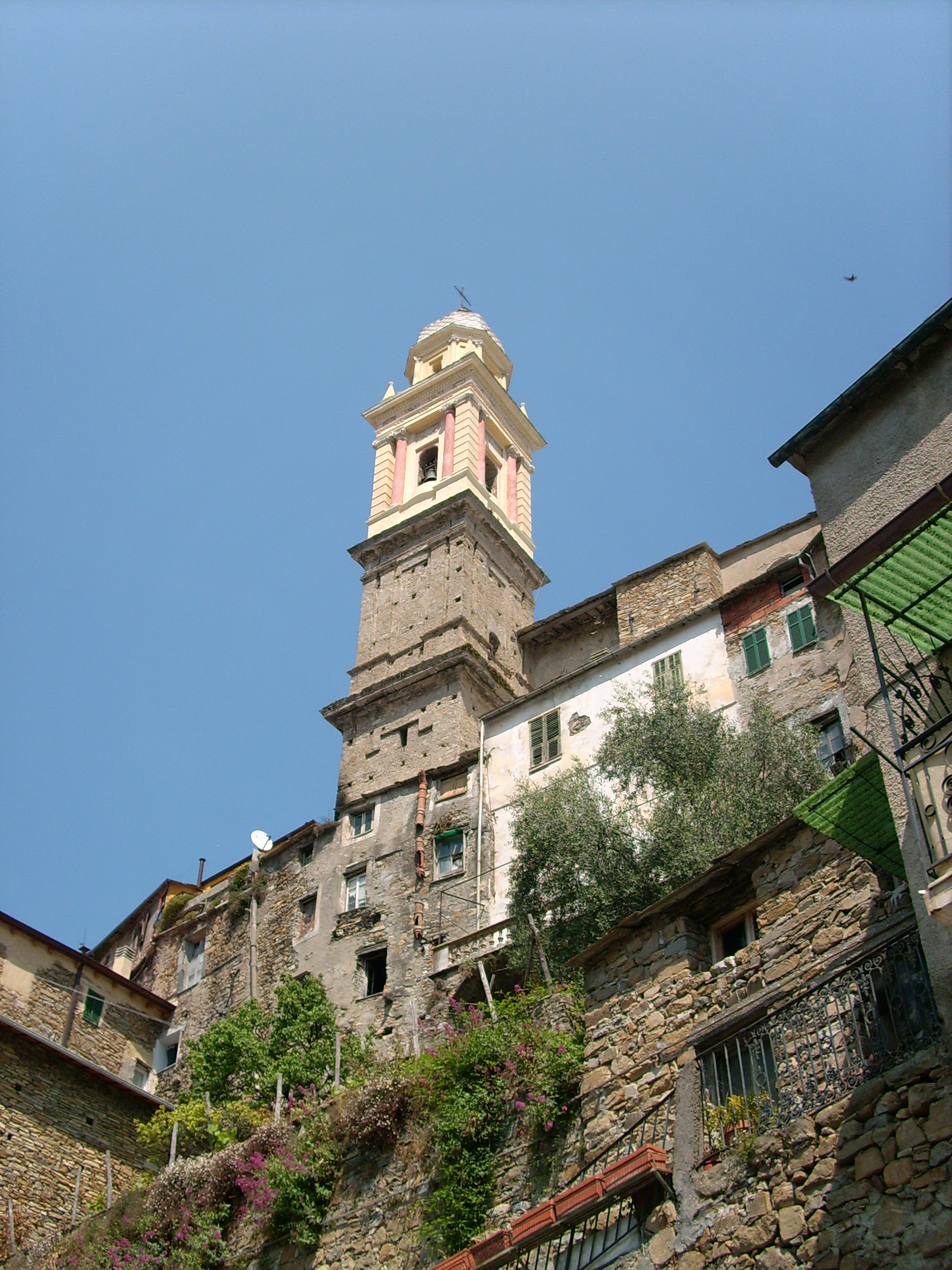

## Demografie
Montalto Ligure telt ongeveer 194 huishoudens. Het aantal inwoners daalde in de periode 1991-2001 met 10,2% volgens cijfers uit de tienjaarlijkse volkstellingen van ISTAT.
| Jaar | Inwoneraantal |
| ---- | ------------- |
| 1991 | 432           |
| 2001 | 388           |